# Jacomart

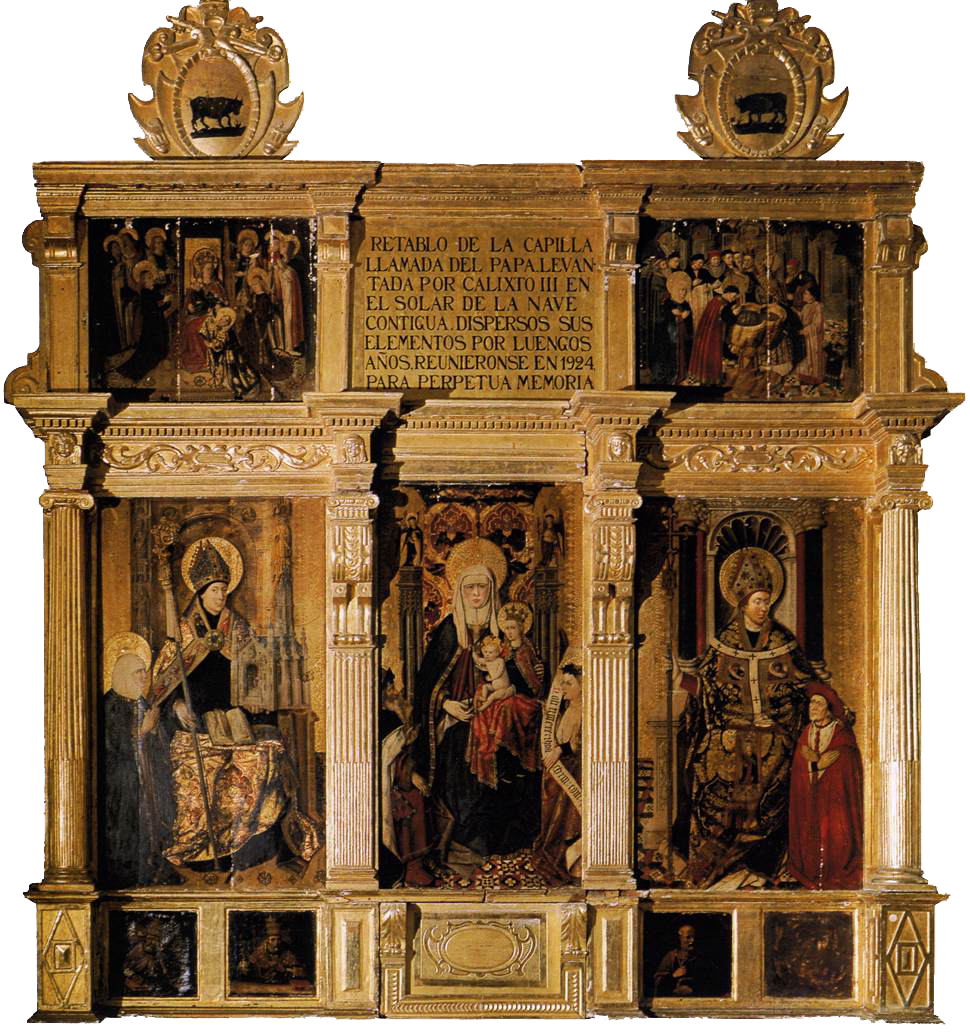
Tríptico de Jacomart para la familia Borja, en el museo de la Colegiata de Játiva.

Jaume Baçó Escrivà  (Valencia 1411- 1461). Pintor valenciano del siglo XV de estilo hispanoflamenco. 
Sus padres, de origen extranjero, se afincaron en Valencia hacia 1400, siendo la profesión de su padre sastre. Se desconoce con certeza su formación pictórica, pero, sin duda, debió de conocer las aportaciones del también valenciano Luis Dalmau y, principalmente, las del flamenco Louis Alincbrot, establecido en Valencia hacia 1437.
Residió en Nápoles como pintor del rey de Aragón Alfonso el Magnánimo desde 1443 hasta 1451, excepto una corta estancia en Valencia en 1446 y otra en Tívoli en 1447. En 1451 regresó a Valencia.
Colaboró con el pintor Juan Rexach, el cual terminó algunos de los retablos que tras su muerte dejó inacabados.
Algunas de sus obras pueden encontrarse en el Museo Pio V de Valencia.

## Obras
- Restos del retablo de la Colegiata de Játiva, encargado por Alfonso de Borja, futuro Calixto III, 1456.
- Santa Elena y San Sebastián, Colegiata de Játiva.
- Retablo de San Lorenzo y San Pedro de Verona de Catí (Alto Maestrazgo), 1460.
- Retablo de San Martín, de las Agustinas de Segorbe, (Castellón).
- San Jaime y San Gil Abad, del Museo Pio V de Valencia.
- Sant Benedicto, en la Catedral de Valencia.
- En la Capilla de la Comunión de la iglesia de Santa María de Alcoy se conserva una tabla gótica con la iconografía de la Nuestra Señora de Gracia, atribuida a Jacomart, proveniente de la iglesia de San Agustín, en la misma ciudad.
- Santiago Apóstol con donante, Museo del Prado.
- La Virgen con el niño entronizados y rodeados por ángeles músicos. 1450. Forma parte de la Colección Abelló.